# Kazala Stara
Kazala Stara (do 1996 Kazale Stare) – wieś w Polsce położona w województwie wielkopolskim, w powiecie kaliskim, w gminie Mycielin.
W latach 1975–1998 miejscowość należała administracyjnie do województwa kaliskiego.